# Tibouchina papyrus
Tibouchina papyrus là một loài thực vật có hoa trong họ Mua. Loài này được (Pohl) Toledo miêu tả khoa học đầu tiên năm 1952.

## Hình ảnh

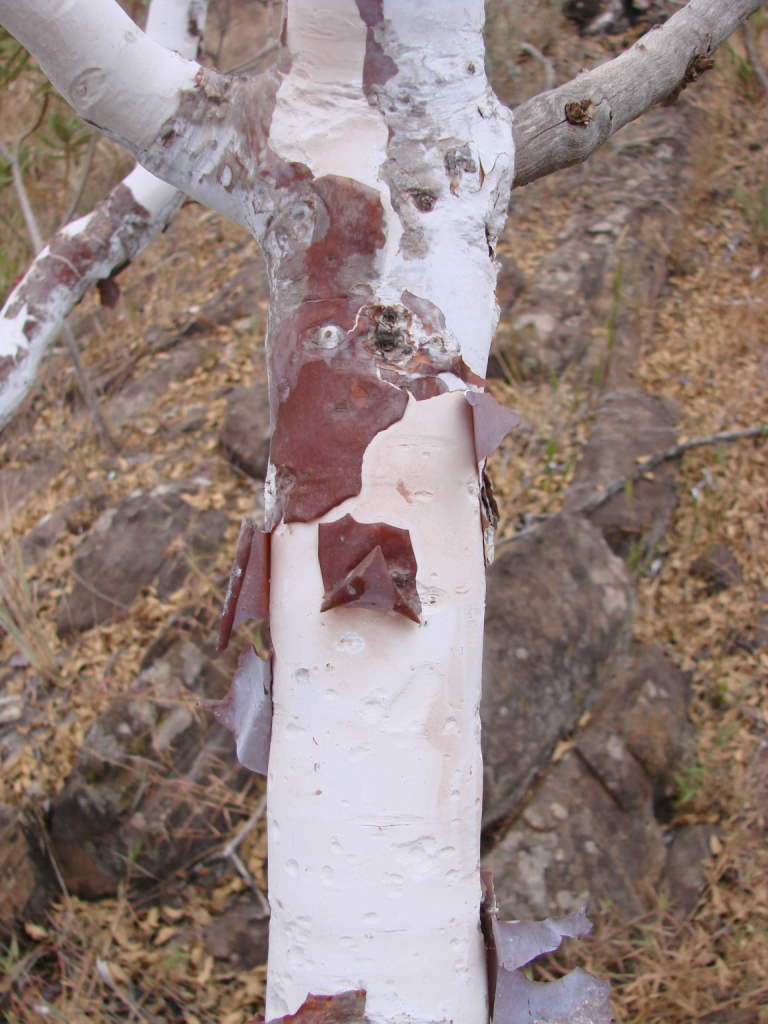
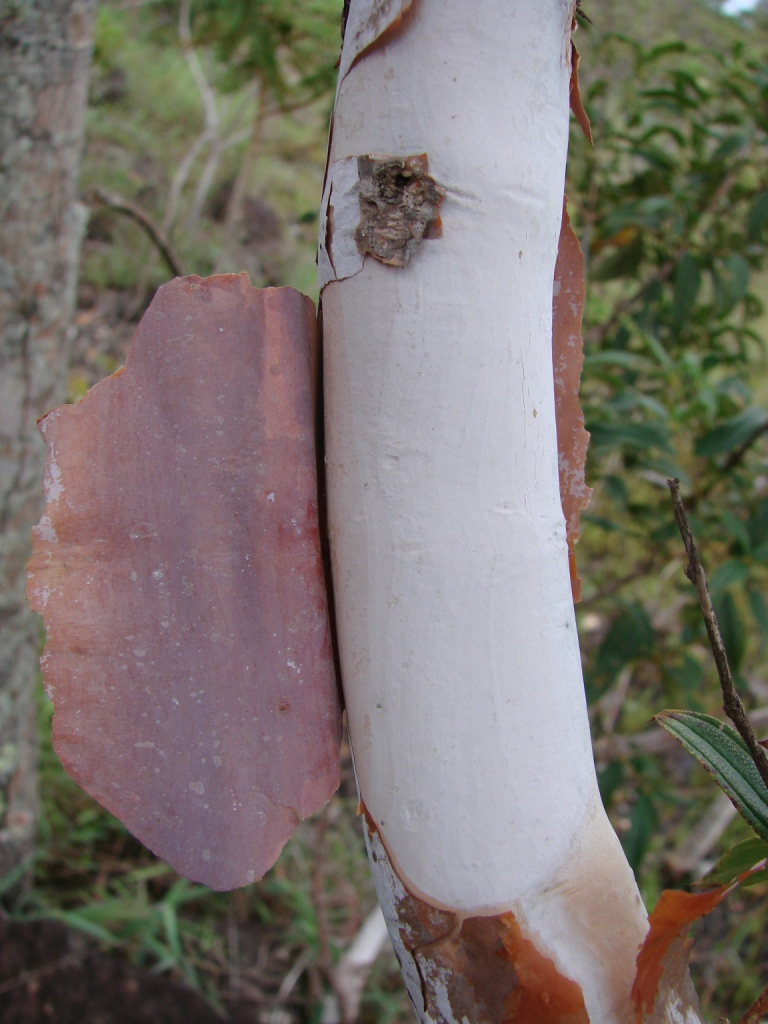